# Toni Lessler

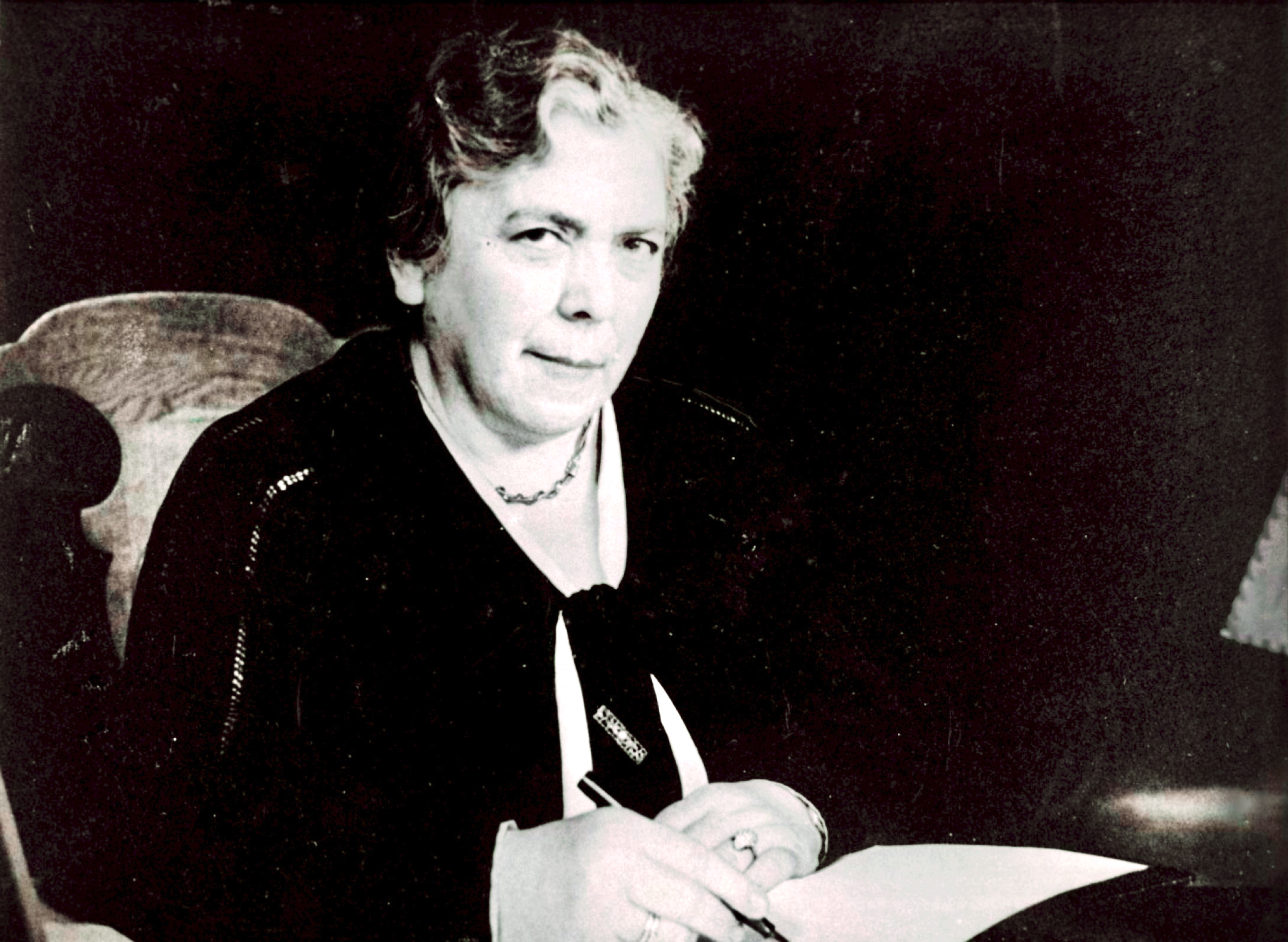
Toni Lessler, um 1930

Toni Lessler, geb. Heine (geboren am 4. Juni 1874 in Bückeburg; gestorben am 5. Mai 1952 in New York City, USA), war eine deutsch-amerikanische Pädagogin, Schulgründerin und -leiterin. Sie führte zuletzt die mit einem hervorragenden Ruf beleumundete größte Privatschule der Reichshauptstadt Berlin, richtete die erste und einzige Montessori-Klasse einer Privatschule im Deutschen Reich ein, und begründete ebenda die reichsweit erste jüdische Schule für Frauen.

## Familie

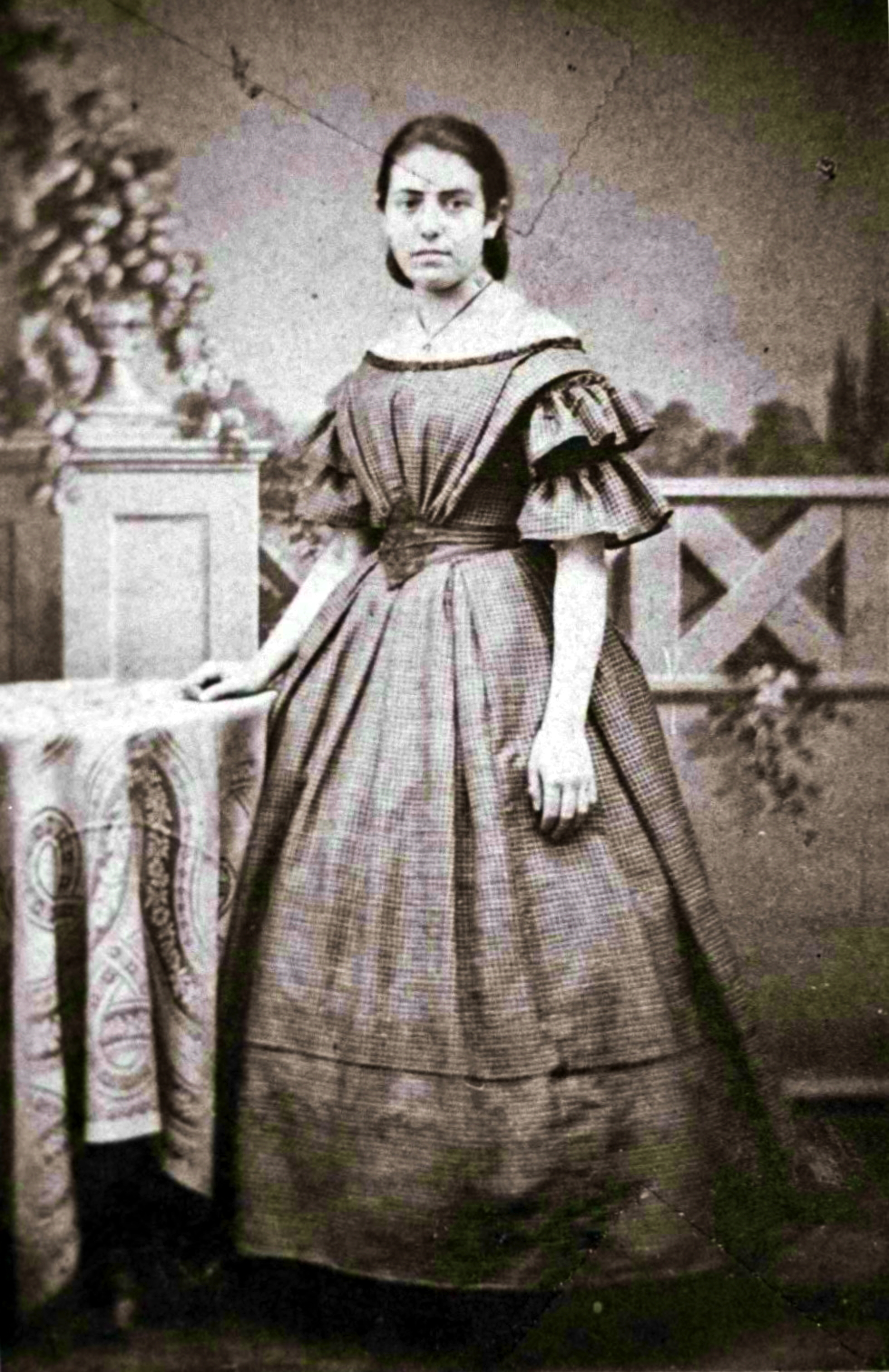
Toni Lesslers Mutter, die Schulgründerin Hermine Heine, geb. Würzburger, um 1880

Toni Heine war das zweite Kind und die erste Tochter des Bankiers Louis Heine (geboren 1841; gestorben am 15. Februar 1876) und dessen Ehefrau Hermine, geb. Würzburger (geboren am 3. April 1846 in Bochum; gestorben 1928 in Berlin). Sie hatte einen älteren Bruder, Leo (geboren am 18. Oktober 1872 in Bückeburg), und eine jüngere Schwester, Clara (geboren am 29. Februar 1876 in Bückeburg; gestorben am 18. September 1967 in New York City). Kurz vor der Geburt seiner zweiten Tochter verstarb Louis Heine an einem Leberleiden; Toni Lessler schrieb, er sei bei einem Eisenbahnunglück umgekommen. Der Prokurist des Vaters habe diese Gelegenheit ausgenutzt, um mit dem größten Teil des Familienvermögens in die Niederlande zu flüchten, so dass die junge Witwe mit drei Kleinkindern nahezu mittellos zurückblieb.
Toni Heines Großvater, Levi Heine (1789–1855), war ein Vetter des Dichters Heinrich Heine. Ihr anderer Großvater Philipp Würzburger (geboren am 24. Mai 1812; gestorben am 9. November 1877) war langjähriger Stadtverordneter der Stadt Bochum, in vielen Funktionen für die Stadt engagiert und Vorsitzender der dortigen Synagogengemeinde. Philipp Würzburger bot seiner nun sehr früh verwitweten Tochter Hermine an, zu ihm nach Bochum zurückzukehren und für sie und ihre drei vaterlos aufwachsenden kleinen Kinder zu sorgen. Hermine wollte jedoch trotz der Lage unabhängig bleiben und entschied sich dagegen. Sie eröffnete auf der Basis ihrer eigenen sehr guten Schulbildung in Bückeburg ein Mädchenpensionat, das sie nach Umzug in Kassel weiterführte. Sowohl das für das Mädchen-Pensionat genutzte Gebäude als auch die Stadt Bückeburg waren zu klein geworden. Sie engagierte deutsche, französische und englische Lehrkräfte, die muttersprachlichen Unterricht erteilen konnten.
Toni Heine heiratete im Jahr 1902 in Kassel den Fabrikanten Max Lessler (geboren am 29. Dezember 1848 in Berlin; gestorben am 1. Januar 1912 ebenda). Aus der Ehe ging Clara Heine zufolge ein Kind hervor. Möglicherweise gingen aus der Ehe zwei Kinder hervor, die jedoch im Kleinkindalter verstorben sind.

## Schule, Ausbildung und Studium

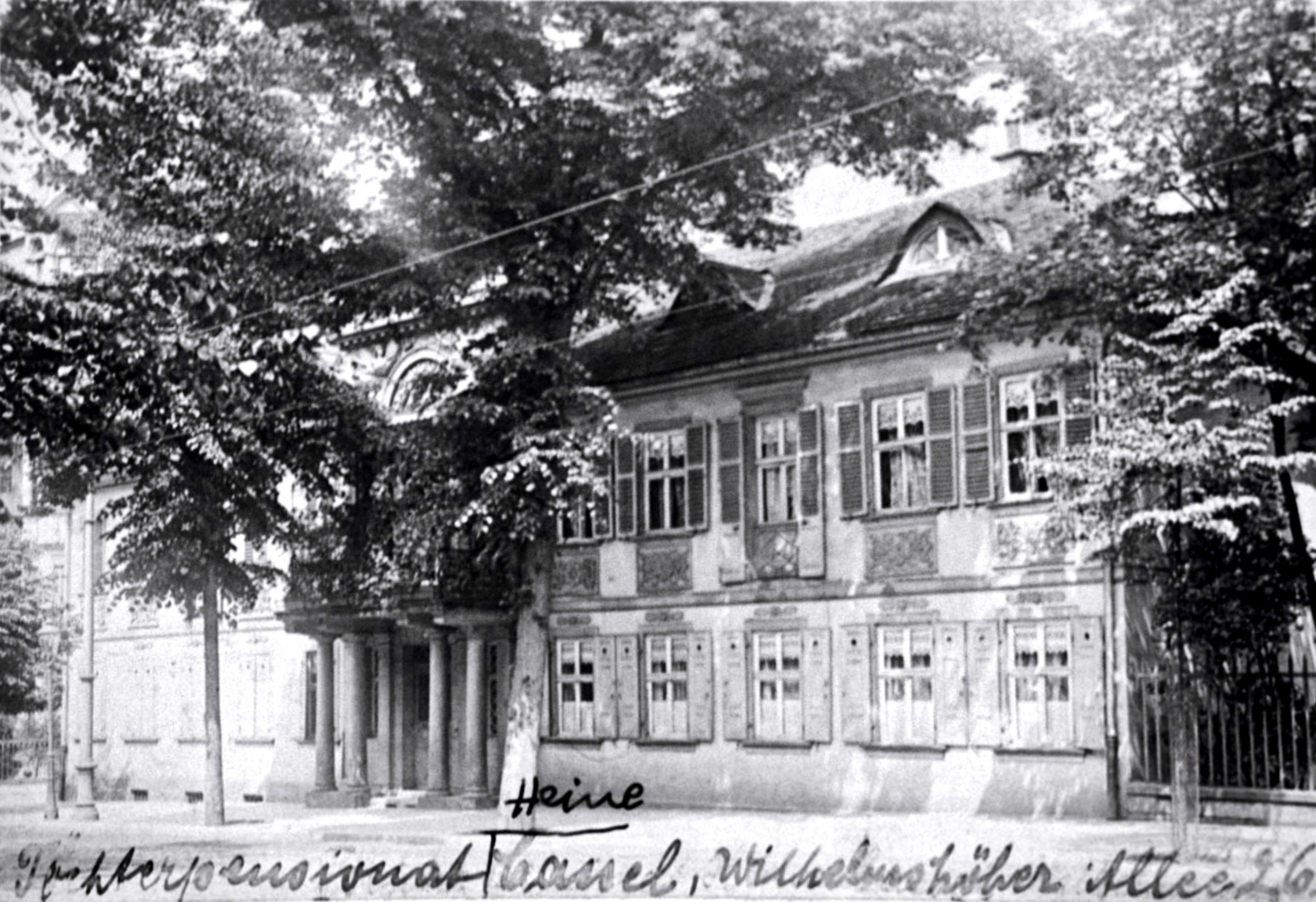
Töchterpensionat Heine in Kassel, um 1890

Toni Heine besuchte nach der Volksschule in Bückeburg die Städtische Höhere Töchterschule in Kassel (heute: Jacob-Grimm-Schule) und bereitete sich später an einer Lehrerinnen-Bildungsanstalt in Breslau zusammen mit ihrer jüngeren Schwester Clara auf ihr gemeinsames Berufsziel vor. Nach bestandenem Examen übernahm sie im Israelitischen Mädchen-Pensionat ihrer Mutter in Kassel, Grüner Weg 29 (Gebäude besteht nicht mehr), die Unterrichtsleitung. Nur wenige Monate später begann sie in der Schweiz, in Genf und Lausanne, ein Französisch-Studium, das sie mit Auszeichnung abschloss.

## Wirken

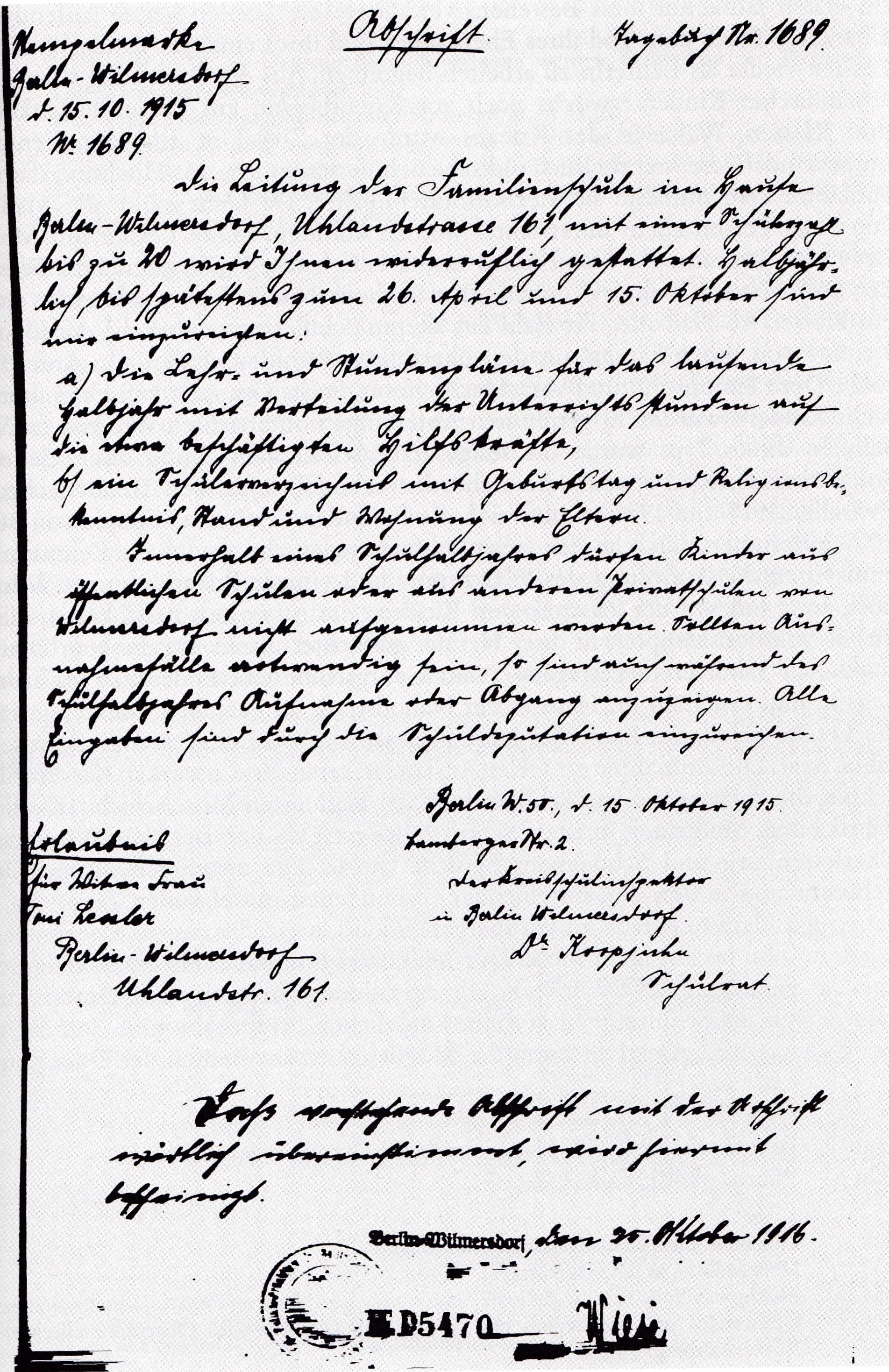
Genehmigung einer „Familienschule“ für bis zu 20 Schüler, 1915

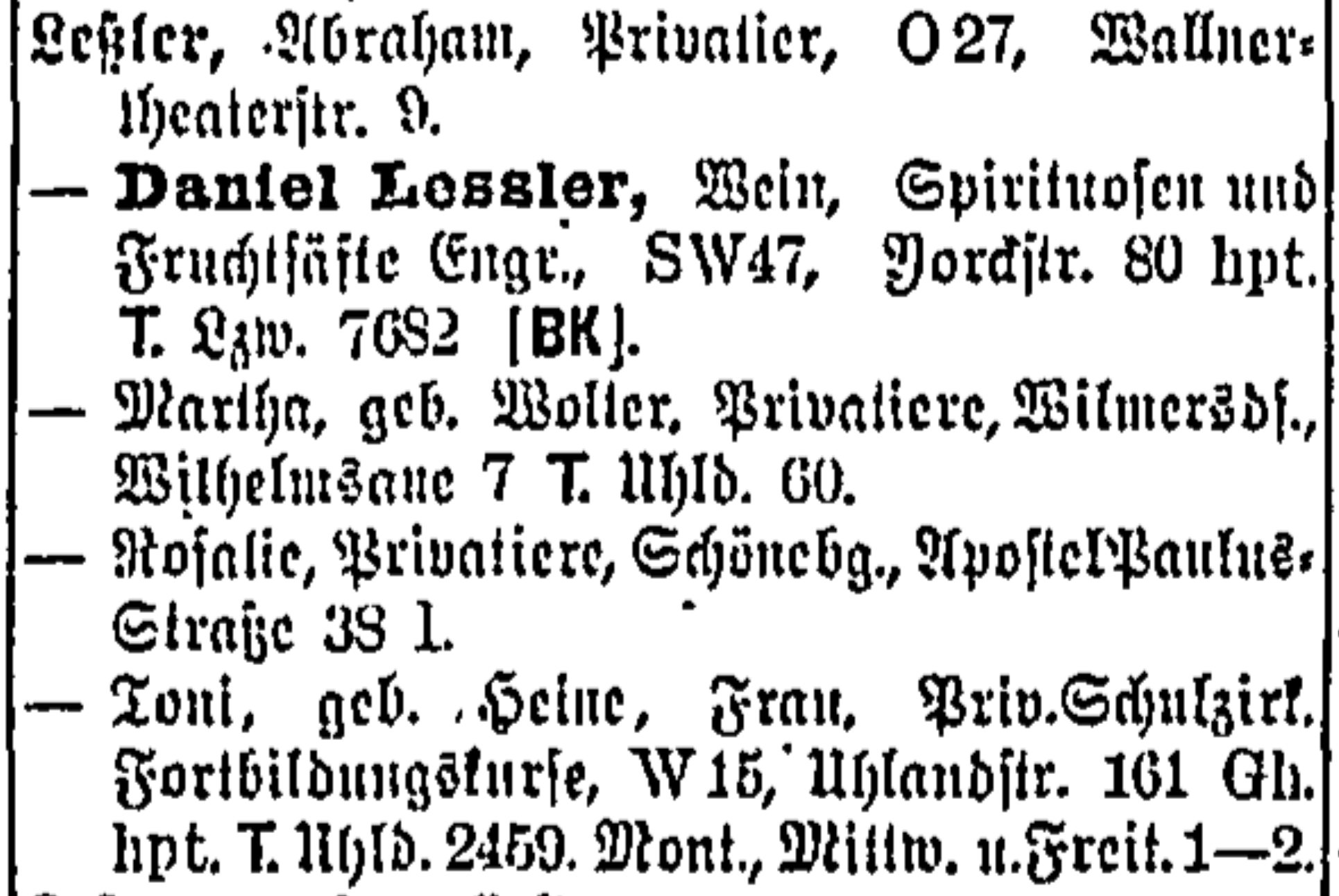
Adressbucheintrag 1914

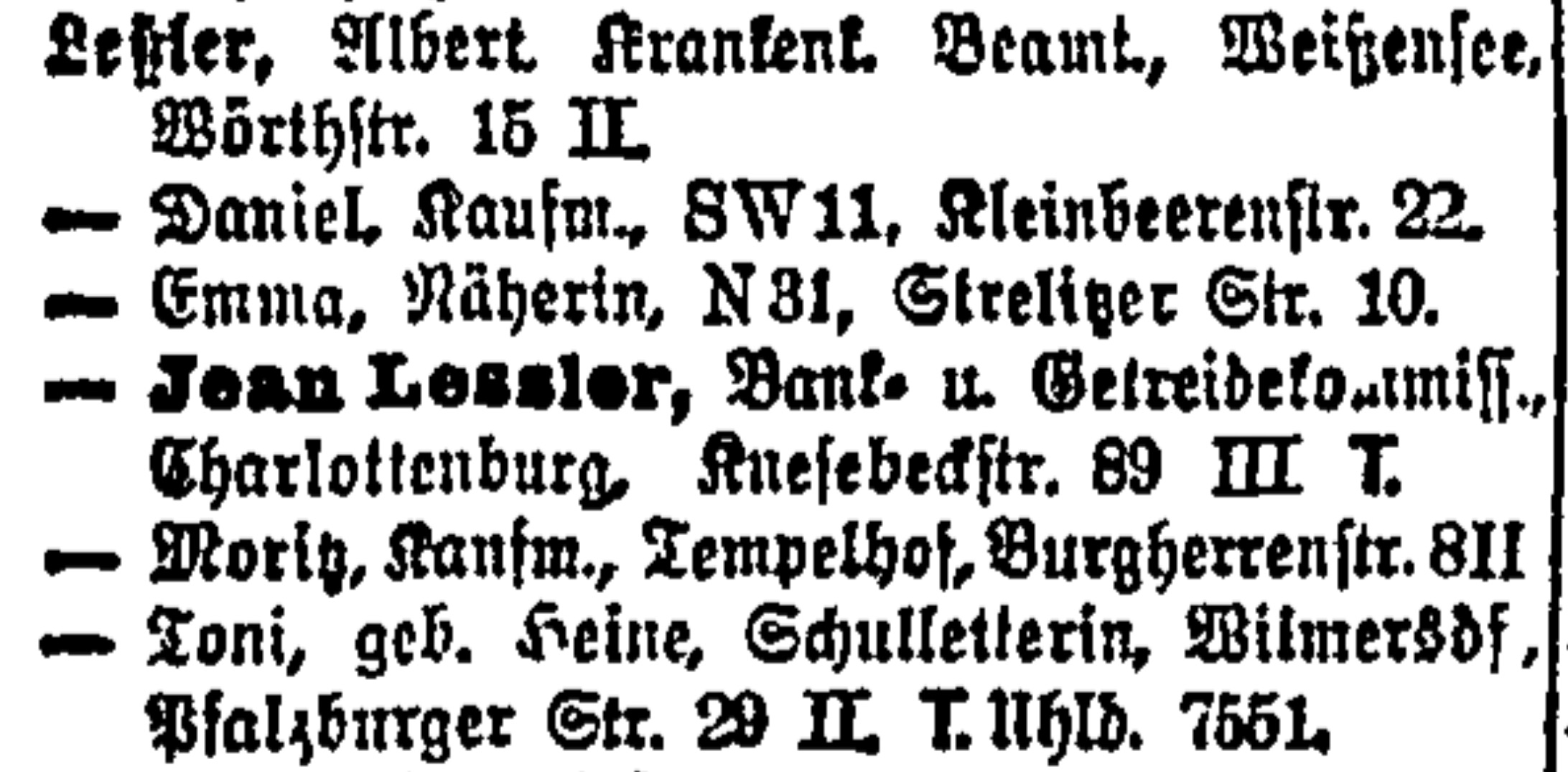
Adressbucheintrag 1929

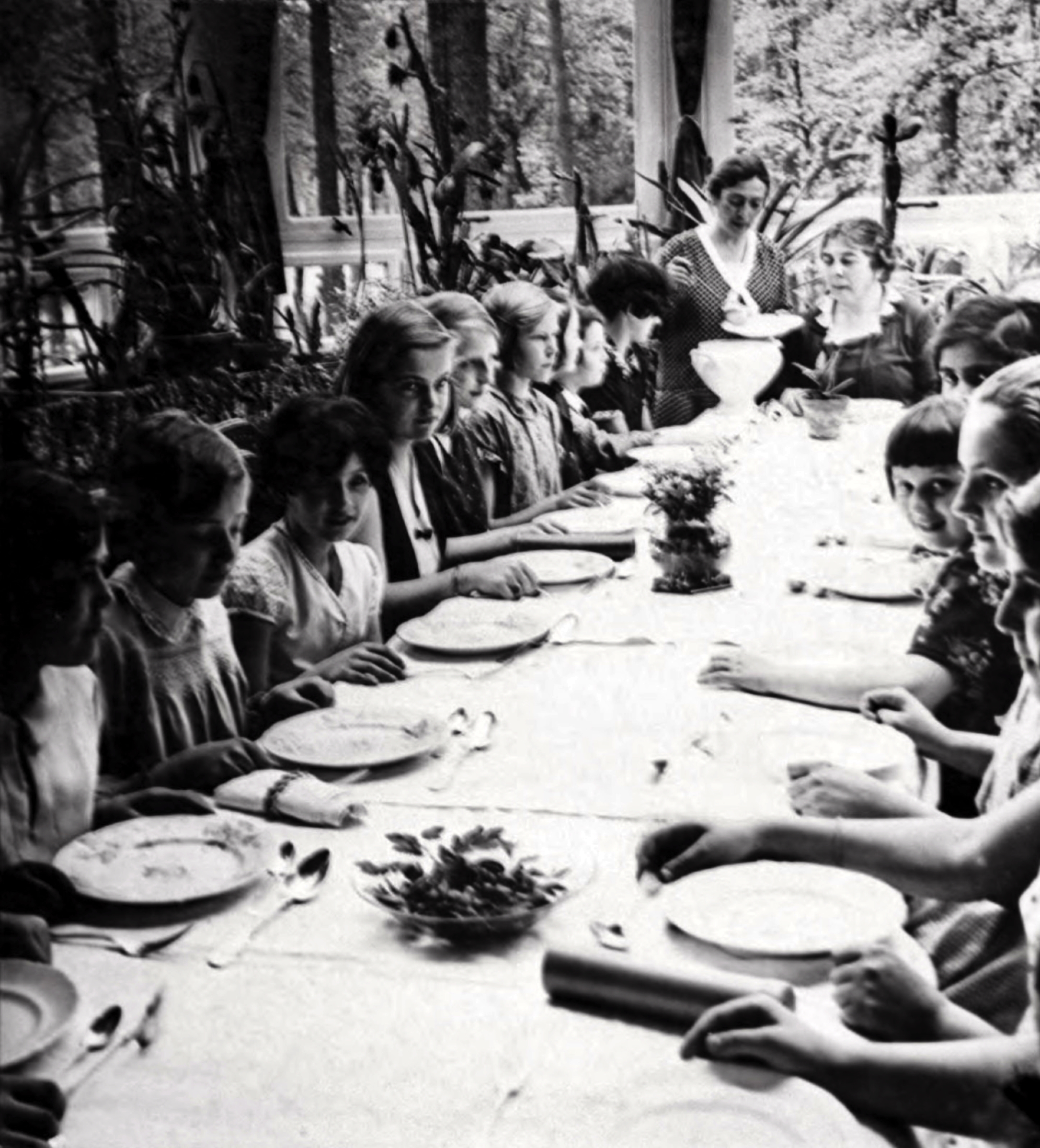
Toni Lessler am Kopfende der Mittagstafel in der Privaten Waldschule Grunewald, Brahmsstraße 19, ca. 1930

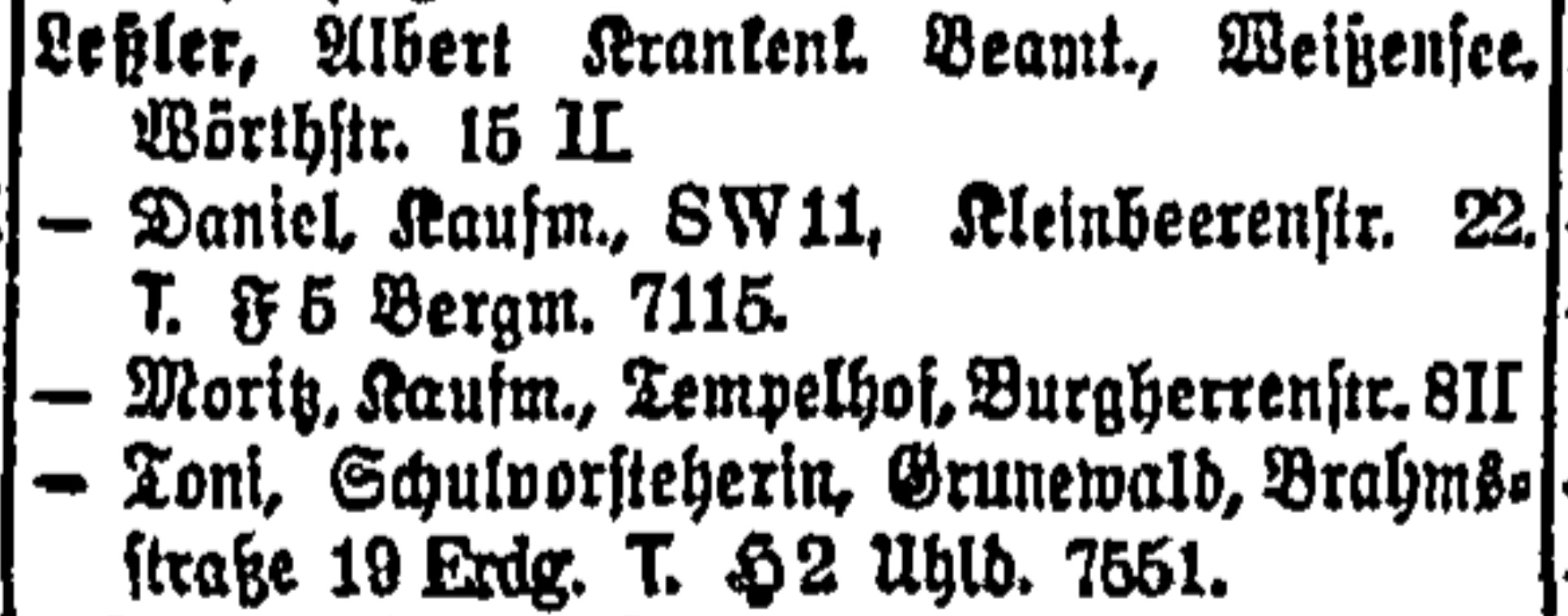
Adressbucheintrag 1931

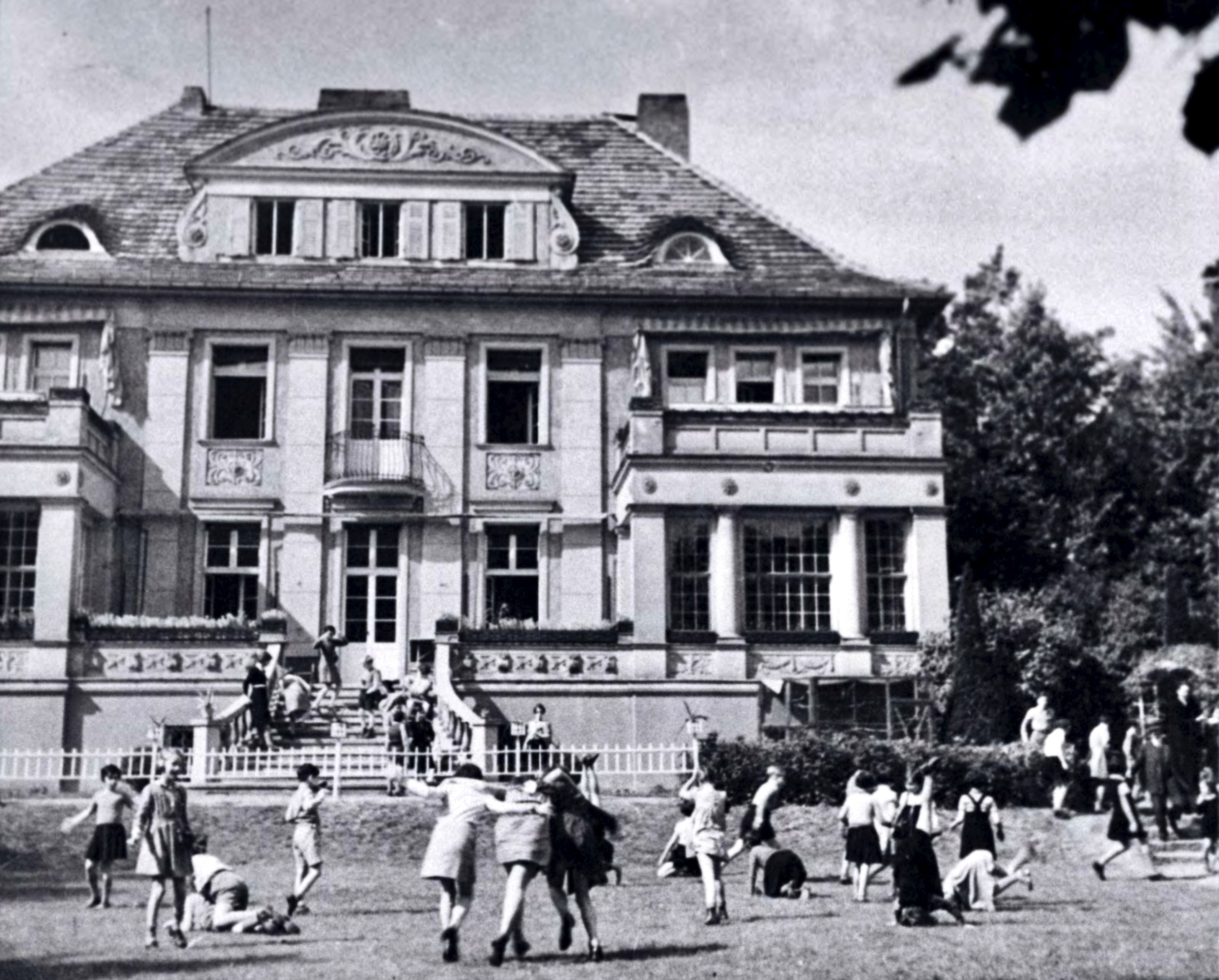
Private Waldschule Grunewald, Hagenstraße 56, ca. 1932

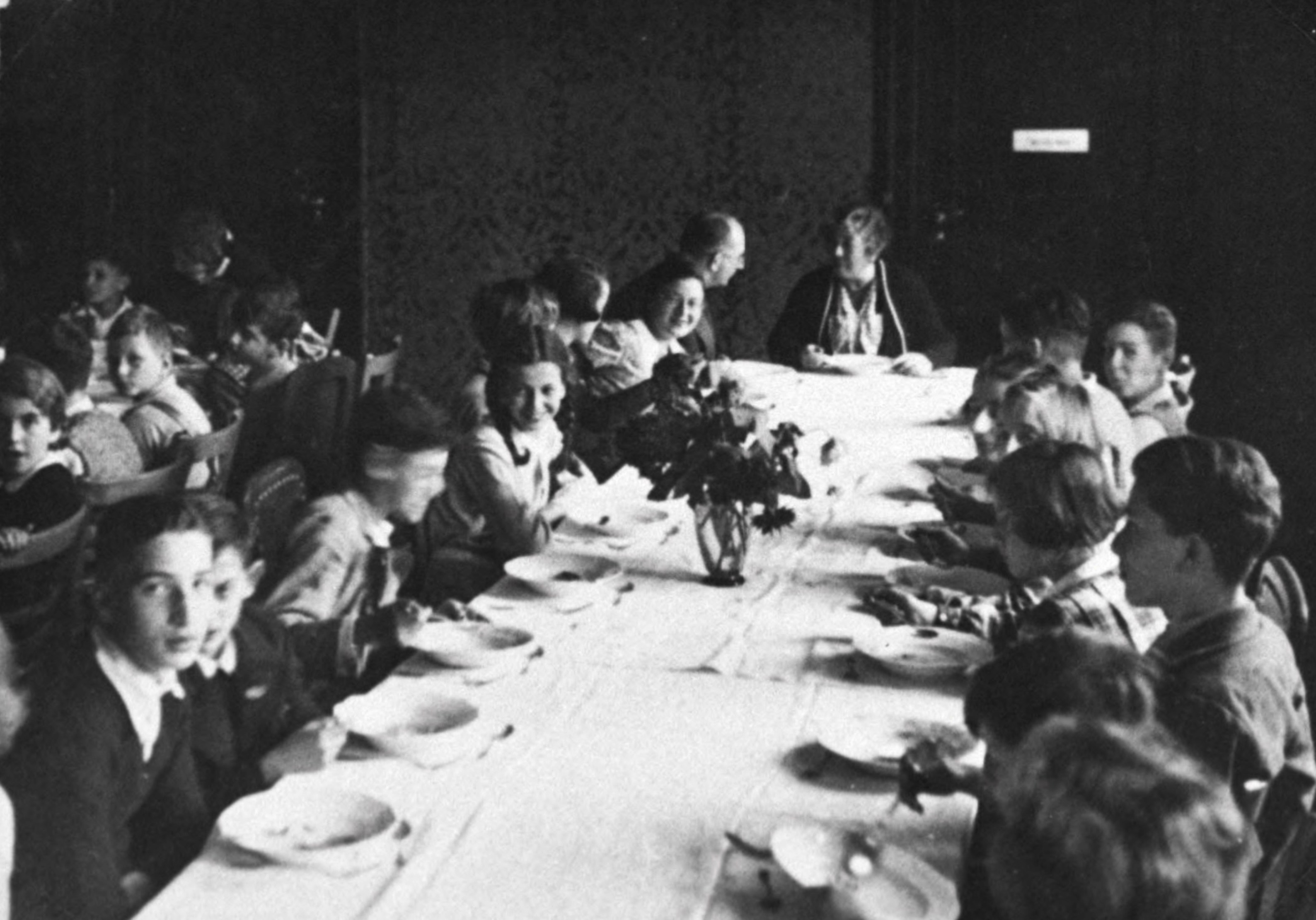
Toni Lessler am Kopfende der Mittagstafel in der Privaten Waldschule Grunewald, Hagenstraße 56, ca. 1934

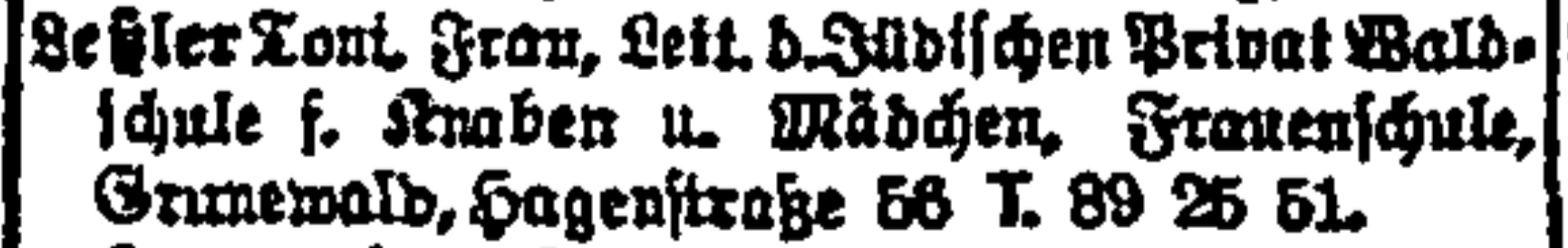
Adressbucheintrag 1938

Kurz nach der Rückkehr zu ihrer Mutter in Kassel zog es sie 1894 in das Vereinigte Königreich, wo sie nach eigenen Angaben fünf Jahre in London, Cambridge und Edinburgh sowie als stellvertretende Vorsteherin an der renommierten Gloucester House School in Kew bei London tätig war.
Im Jahr 1902 ließ sich Toni Heine in Berlin nieder und heiratete. Ihr neuer Status als Hausfrau füllte sie jedoch nicht aus. Sie engagierte sich daher auf sozialem Gebiet und geriet dabei wieder in eine lehrende Funktion, als ehrenamtliche Deutsch-Lehrerin für ausländische Studenten an der Königlich Akademischen Hochschule für ausübende Tonkunst. Dabei waren ihre guten Fremdsprachenkenntnisse hilfreich. Als ihr Ehemann im Jahr 1912 durch einen Unfall verstarb, ließ sie ihn auf dem Jüdischen Friedhof in Berlin-Weißensee beisetzen und verkaufte dessen Unternehmen.
Private Schulgründungen durch jüdische Pädagoginnen kamen in den 1910er Jahren insbesondere dadurch zustande, dass sie an öffentlichen Schulen kaum eine Chance hatten, eingestellt zu werden. Toni Lessler entschied sich 1912 zur Einrichtung eines privaten Schulzirkels, einer „Familienschule“. Dafür präferierte sie die Stadt Charlottenburg, weil deren Schulbehörde als tolerant und zugänglich galt, sowohl gegenüber Privatschulen als auch Juden. Sie bekam eine wohlwollende Zusage und die volle Aufmerksamkeit des verantwortlichen Schulrats. Nachdem sie sich im Gartenhaus der Uhlandstraße 161 (Gebäude besteht noch) eingemietet hatte, stellte sie mit Schrecken fest, dass das Gebäude bereits in der Nachbarstadt Berlin-Wilmersdorf lag. Im selben Gebäude wohnte sie auch. Lessler musste nun die als schwierig geltende Schulbehörde in Berlin-Wilmersdorf überzeugen, deren Leiter sowohl gegen Privatschulen als auch antisemitisch eingestellt war.
Beginnend mit drei Knaben als ihren ersten Schülern formierte Toni Lessler private Schulzirkel. Sie förderte zunächst sechs- bis neunjährige „schwächliche“ Schüler nicht-jüdischer und jüdischer Herkunft mit erhöhtem Betreuungsbedarf beim Lernen und bei ihren Hausaufgaben. Aus diesen Schulzirkeln entwickelte sie eine private „Familienschule“ mit etwa sechzig Kindern, inoffiziell auch Lessler-Schule genannt, die sich unter aktivem Widerstand privater Mietparteien nahezu monatlich in weitere Räume, auch in eines der Nachbarhäuser, ausdehnte. Der Schulsport musste in einer fünfzehn Gehminuten entfernten Turnhalle stattfinden. Die Zusammensetzung der Kinder war international, Kinder aus britischen Kolonien wie Australier und Inder sowie Japaner waren darunter.
Nach Kriegsausbruch im August 1914 war die Schule kurzzeitig geschlossen; Toni Lessler half über einen Zeitraum von sechs Wochen auf dem Tempelhofer Feld am selben Tisch wie die Kronprinzessin und Prinz Joachim bei der Ausgabe von Marschverpflegung an die Soldaten.
Die Kriegszeit brachte Schüler aus Flüchtlingsfamilien in die Lessler-Schule, die aus dem von den Russen bedrängten Ostpreußen stammten. Im Winter 1917/18 kamen rund fünfzig Kinder russischer Aristokratenfamilien neu in die Lessler-Schule, darunter rund zwanzig Prinzessinnen, Baronessen und Fürstinnen, der Oktoberrevolution entkommen. Durch den starken Zuzug von Russen erhielt die Stadt Charlottenburg in der Folge den Spitznamen „Charlottengrad“.
Zur personellen Unterstützung musste Toni Lessler zwei weitere Lehrerinnen einstellen. Zu diesem Zweck holte sie im August 1920 ihre Mutter Hermine und ihre jüngere Schwester Clara aus Kassel nach Berlin, beide schulerfahren. Zu dritt führten sie einen gemeinsamen Haushalt in der Pfalzburger Straße 29II. (Gebäude besteht noch).
Die Hyperinflation stellte den Fortbestand der „Familienschule“ in Frage; mit täglich entwertetem Schulgeld konnte man nicht wirtschaften. Die Elternschaft rettete diese Situation, indem sie den Beschluss fasste, das Schulgeld nicht in Reichsmark, sondern in US-Dollar zu zahlen.
Von der Nachfrage, dem guten Ruf und dem Erfolg ihrer „Familienschule“ motiviert, gründete Toni Lessler schließlich im Jahr 1930 in der Villa Brahmsstraße 19 direkt an der Ecke zur Hubertusbader Straße in Berlin-Grunewald (Gebäude besteht kriegsbedingt nicht mehr) eine teils an das Erziehungsbild von Maria Montessori angelehnte Privatschule für Mädchen, von Beginn an mit einem angegliederten Tagesheim für ganztägige Betreuung und Verpflegung, das ihre jüngere Schwester Clara führte. Die Anzahl der betreuten nicht-jüdischen Schüler übertraf die der jüdischen bei weitem. Lessler investierte rund 3000 Reichsmark in die Montessori-Ausstattung einer Schulklasse für 32 Schüler.
Schon 1932 reichten die Unterrichtsräume in der Brahmsstraße 19 für die stetig steigende Nachfrage nicht mehr aus, so dass die Schule in die nahegelegene Hagenstraße 56 an der Ecke zur Teplitzer Straße umzog, in eine große Villa mit parkähnlichem Garten, Teich und Obstgarten (Gebäude besteht nicht mehr). Die Miete für das Anwesen war üppig.
An der schulischen Weihnachtsfeier 1933 durfte Toni Lessler als Jüdin selbst als Schulleiterin und Lehrerin nach NS-Maßgabe nicht teilnehmen, um das nun seitens der Nationalsozialisten als unzumutbar geltende Zusammentreffen mit ihren „arischen“ Schülern, den „arischen“ Kollegen und den „arischen“ Eltern zu unterbinden. 121 von den NS-Rassenideologen als „arisch“ klassifizierte Schüler und die „arischen“ Lehrer mussten die Schule am letzten Schultag des Kalenderjahres, direkt vor der Schulweihnachtsfeier, auf Anweisung des dazu eigens anwesenden Wilmersdorfer Schulrats verlassen. Ab 1. Januar 1934 durfte die nun als Private Waldschule Grunewald firmierende Bildungseinrichtung nur noch Kinder und Jugendliche jüdischer Abstammung aufnehmen und unterrichten. Ausweislich erhaltener Belege musste sie sich spätestens 1937 auf NS-behördliche Anordnung in Private Jüdische Waldschule Grunewald umbenennen.
Die NS-Behörden enteigneten Toni Lessler weitestgehend, so dass sie nahezu mittellos wurde. Noch vor der von den NS-Behörden angeordneten Schließung der Schule im Jahr 1939 emigrierte Lessler zusammen mit ihrer unverheiratet gebliebenen jüngeren Schwester Clara Heine in die Vereinigten Staaten, Am 1. März 1939 verließen sie Deutschland und fuhren am 4. März 1939 auf dem Passagierdampfer Queen Mary von Southampton nach New York City, eine Option, die Toni Lessler bereits im Jahr zuvor touristisch mit einer Schiffsreise nach New York City erkundet hatte. Ein guter Bekannter dort stattete sie mit dem erforderlichen Affidavit (beglaubigte Bürgschaftserklärung) für die Einwanderung aus. Unmittelbar nach ihrer Emigration verfasste Toni Lessler autobiographische Aufzeichnungen.
Die Nationalsozialisten expatriierten Toni Lessler und Clara Heine nach deren Emigration. In Forest Hills im US-Bundesstaat New York gründete Toni Lessler 1942 eine Sprachschule, doch ihre durch das NS-Regime erzwungene Emigration und die Trennung von ihrer Lebensaufgabe hat sie bis zu ihrem Tod nicht verwunden und litt an Depression.
Sie verstarb im Alter von 77 Jahren, ihre jüngere Schwester Clara im Alter von 91 Jahren.

## Werke
- Mein Leben in Deutschland vor und nach dem 30. Januar 1933 (Autobiographische Aufzeichnung), New York City 1939/40. In: Leo Baeck Institute, Signatur: LBI, ME 726, MM 47.

## Mitgliedschaften
- Toni Lessler war langjähriges Mitglied der linksliberalen Deutschen Demokratischen Partei (DDP).[8]

## Ehrungen
- In der Ausstellung „Hier ist kein Bleiben länger“ (Nelly Sachs) des Museums Wilmersdorf (heute: Museum Charlottenburg-Wilmersdorf) wurde vom 19. März – 18. September 1992 fünf Gründerinnen jüdischer Schulen in Wilmersdorf gedacht: Leonore Goldschmidt (1897–1983), Lotte Kaliski (1908–1995), Vera Lachmann (1904–1985), Toni Lessler (1874–1952) und Anna Pelteson (1868–1943).
- Die Toni-Lessler-Straße in Berlin-Grunewald, die von der Hubertusbader Straße zur Wernerstraße führt, ehrt seit dem 1. September 2003 ihr Andenken. Gegen die Umbenennung gab es heftige Proteste seitens der Anwohner.[44][3][45][46]